# Welsh Premier League (2012/2013)
Welsh Premier League 2012/2013 (znana jako  Corbett Sports Building Society Welsh Premier League ze względów sponsorskich) był 21. sezonem najwyższej klasy rozgrywkowej w Walii.
Sezon został otwarty 12 sierpnia 2012 r., a zakończył się 19 maja 2013 r. finałem baraży o miejsce w eliminacjach do Ligi Europy UEFA.
Mistrzem po raz siódmy w swojej historii został zespół The New Saints F.C..

## Skład ligi w sezonie 2012/2013
W lidze rywalizowało dwanaście drużyn – jedenaście z poprzedniego sezonu i jedna z Cymru Alliance: Connah’s Quay Nomads F.C. (mistrz Cymru Alliance), który zastąpił Neath zdegradowany za nieuzyskanie licencji FAW. Z powodów licencyjnych żadna z dwóch pierwszych drużyn mogących awansować z Welsh Football League Division One, Cambrian & Clydach Vale i Taff's Well, nie otrzymała promocji, dzięki czemu w lidzie utrzymał się Newtown A.F.C..
| Uczestnicy poprzedniej edycji | Uczestnicy poprzedniej edycji | Uczestnicy poprzedniej edycji | Uczestnicy poprzedniej edycji |
| --- | ----------------------------- | ----------------------------- | ----------------------------- |
| TNS | The New Saints F.C.           | Oswestry                      | 1                             |
| BAN | Bangor City                   | Bangor                        | 2                             |
| LLA | Llanelli AFC                  | Llanelli                      | 4                             |
| BAL | Bala Town                     | Bala                          | 5                             |
| PRE | Prestatyn Town                | Prestatyn                     | 6                             |
| AIR | Airbus UK Broughton           | Broughton                     | 7                             |
| ABE | Aberystwyth Town F.C.         | Aberystwyth                   | 8                             |
| PTT | Port Talbot Town F.C.         | Port Talbot                   | 9                             |
| AFA | Afan Lido                     | Port Talbot                   | 10                            |
| CMR | Carmarthen Town               | Carmarthen                    | 11                            |
| NTW | Newtown A.F.C.                | Newtown                       | 12                            |
| Awans z Cymru Alliance 2011/12 |                               |                               |                               |
| CQN | Connah’s Quay Nomads F.C.     | Connah’s Quay                 | 1                             |
| Oznaczenia: - kolumna pierwsza – skróty nazw drużyn, - kolumna trzecia – siedziba klubu, - kolumna czwarta – miejsce zajęte w poprzednim sezonie. |                               |                               |                               |

## Runda zasadnicza

### Tabela
| Lp. | Drużyna                    | M  | Z  | R | P  | Bramki | Bramki | Różn. | Pkt | Uwagi                   |
| --- | -------------------------- | -- | -- | - | -- | ------ | ------ | ----- | --- | ----------------------- |
| 1   | The New Saints F.C.        | 22 | 14 | 4 | 4  | 48     | 17     | +31   | 46  | Championship Conference |
| 2   | Airbus UK Broughton        | 22 | 12 | 3 | 7  | 59     | 31     | +28   | 39  | Championship Conference |
| 3   | Bangor City                | 22 | 10 | 6 | 6  | 51     | 34     | +17   | 36  | Championship Conference |
| 4   | Prestatyn Town             | 22 | 10 | 6 | 6  | 52     | 48     | +4    | 36  | Championship Conference |
| 5   | Port Talbot Town F.C.      | 22 | 9  | 5 | 8  | 40     | 37     | +3    | 32  | Championship Conference |
| 6   | Carmarthen Town            | 22 | 8  | 6 | 8  | 31     | 36     | −5    | 30  | Championship Conference |
| 7   | Connah’s Quay Nomads F.C.1 | 22 | 9  | 3 | 10 | 51     | 54     | −3    | 29  | PlayOff Conference      |
| 8   | Llanelli AFC               | 22 | 7  | 6 | 9  | 28     | 44     | −16   | 27  | PlayOff Conference      |
| 9   | Bala Town                  | 22 | 7  | 5 | 10 | 33     | 38     | −5    | 26  | PlayOff Conference      |
| 10  | Newtown A.F.C.             | 22 | 7  | 5 | 10 | 37     | 45     | −8    | 26  | PlayOff Conference      |
| 11  | Aberystwyth Town F.C.      | 22 | 7  | 5 | 10 | 28     | 45     | −17   | 26  | PlayOff Conference      |
| 12  | Afan Lido                  | 22 | 4  | 2 | 16 | 32     | 61     | −29   | 14  | PlayOff Conference      |

1Connah's Quay Nomads został odjęty punkt za wystawienie nieuprawnionego gracza.

### Wyniki
| Gospodarz \ Gość          | ABE | AFA | AIR | BAL | BAN | CMR | CQN | LLA | NTW | PTT | PRE | TNS |
| Aberystwyth Town F.C.     |     | 4:2 | 1:0 | 1:1 | 0:0 | 1:0 | 3:0 | 0:2 | 0:2 | 0:5 | 4:1 | 1:4 |
| Afan Lido                 | 0:0 |     | 1:5 | 1:0 | 2:3 | 2:1 | 2:1 | 0:1 | 2:3 | 0:3 | 2:4 | 1:3 |
| Airbus UK Broughton       | 5:1 | 3:1 |     | 1:0 | 2:3 | 1:2 | 2:2 | 1:1 | 2:1 | 5:0 | 5:0 | 2:1 |
| Bala Town                 | 3:2 | 3:2 | 0:2 |     | 2:1 | 3:0 | 3:6 | 1:2 | 3:4 | 2:0 | 1:2 | 2:2 |
| Bangor City               | 7:1 | 4:1 | 2:0 | 5:0 |     | 2:2 | 2:1 | 1:2 | 3:0 | 2:2 | 3:3 | 0:1 |
| Carmarthen Town           | 2:0 | 1:1 | 2:1 | 1:1 | 0:1 |     | 2:4 | 1:0 | 4:2 | 1:0 | 2:2 | 0:0 |
| Connah’s Quay Nomads F.C. | 1:2 | 6:4 | 4:1 | 0:1 | 2:6 | 1:1 |     | 3:1 | 2:1 | 2:0 | 3:3 | 1:3 |
| Llanelli AFC              | 0:0 | 3:2 | 2:4 | 1:4 | 2:2 | 4:2 | 1:6 |     | 0:3 | 0:1 | 2:2 | 0:6 |
| Newtown A.F.C.            | 3:1 | 1:2 | 1:7 | 1:1 | 3:2 | 1:2 | 1:3 | 1:1 |     | 1:1 | 1:4 | 1:1 |
| Port Talbot Town F.C.     | 2:4 | 6:1 | 4:4 | 2:1 | 1:1 | 2:1 | 6:1 | 1:2 | 1:0 |     | 1:0 | 1:3 |
| Prestatyn Town            | 2:2 | 4:2 | 1:6 | 1:0 | 4:1 | 7:1 | 4:1 | 3:1 | 2:5 | 1:1 |     | 1:0 |
| The New Saints F.C.       | 3:0 | 2:1 | 1:0 | 1:0 | 3:0 | 0:3 | 5:1 | 0:0 | 0:1 | 5:0 | 4:1 |     |

## Runda finałowa

### Tabela
| Lp.                     | Drużyna                        | M  | Z  | R  | P  | Bramki | Bramki | Różn. | Pkt | Uwagi                                          |
| ----------------------- | ------------------------------ | -- | -- | -- | -- | ------ | ------ | ----- | --- | ---------------------------------------------- |
| Championship Conference |                                |    |    |    |    |        |        |       |     |                                                |
| 1                       | The New Saints F.C. (M)        | 32 | 24 | 4  | 4  | 86     | 22     | +64   | 76  | Liga Mistrzów UEFA • II runda kwalifikacyjna   |
| 2                       | Airbus UK Broughton            | 32 | 17 | 3  | 12 | 76     | 42     | +34   | 54  | Liga Europy UEFA • I runda kwalifikacyjna      |
| 3                       | Bangor City (B)                | 32 | 14 | 9  | 9  | 65     | 53     | +12   | 51  |                                                |
| 4                       | Port Talbot Town F.C. (B)      | 32 | 13 | 8  | 11 | 51     | 52     | −1    | 47  |                                                |
| 5                       | Prestatyn Town (P)             | 32 | 11 | 7  | 14 | 62     | 79     | −17   | 40  | Liga Europy UEFA • I runda kwalifikacyjna      |
| 6                       | Carmarthen Town (B)            | 32 | 10 | 7  | 15 | 36     | 50     | −14   | 37  |                                                |
| PlayOff Conference      |                                |    |    |    |    |        |        |       |     |                                                |
| 7                       | Bala Town (B)                  | 32 | 17 | 5  | 10 | 62     | 41     | +21   | 56  | Liga Europy UEFA • I runda kwalifikacyjna      |
| 8                       | Connah’s Quay Nomads F.C.1 (B) | 32 | 12 | 5  | 15 | 62     | 69     | −7    | 40  |                                                |
| 9                       | Newtown A.F.C.                 | 32 | 10 | 7  | 15 | 44     | 54     | −10   | 37  |                                                |
| 10                      | Aberystwyth Town F.C.          | 32 | 9  | 10 | 13 | 40     | 59     | −19   | 37  |                                                |
| 11                      | Llanelli AFC2 (S)              | 32 | 10 | 6  | 16 | 41     | 68     | −27   | 36  | Spadek do Welsh Football League Division Three |
| 12                      | Afan Lido3                     | 32 | 8  | 3  | 21 | 43     | 79     | −36   | 27  |                                                |

### Wyniki
| Gospodarz \ Gość        | AIR | BAN | CMR | PTT | PRE | TNS |
| Airbus UK Broughton     |     | 2:0 | 2:0 | 2:0 | 4:1 | 1:2 |
| Bangor City             | 2:0 |     | 2:0 | 3:3 | 3:3 | 1:4 |
| Carmarthen Town         | 1:0 | 0:1 |     | 0:0 | 3:2 | 0:1 |
| Port Talbot Town F.C.   | 1:0 | 1:1 | 1:0 |     | 4:1 | 0:3 |
| Prestatyn Town          | 0:4 | 0:1 | 2:1 | 0:1 |     | 1:7 |
| The New Saints F.C.     | 4:2 | 6:0 | 3:0 | 5:0 | 3:0 |     |
| Championship Conference |     |     |     |     |     |     |

| Gospodarz \ Gość          | ABE | AFA | BAL | CQN | LLA | NTW |
| Aberystwyth Town F.C.     |     | 4:3 | 1:3 | 1:1 | 2:1 | 0:0 |
| Afan Lido                 | 0:0 |     | 0:2 | 2:1 | 1:3 | 2:1 |
| Bala Town                 | 1:0 | 4:0 |     | 0:5 | 4:0 | 3:1 |
| Connah’s Quay Nomads F.C. | 1:1 | 3:0 | 1:0 |     | 4:2 | 0:2 |
| Llanelli AFC              | 4:3 | 0:2 | 1:5 | 0:1 |     | 0:1 |
| Newtown A.F.C.            | 0:0 | 0:1 | 0:1 | 1:0 | 1:2 |     |
| PlayOff Conference        |     |     |     |     |     |     |

## European Playoffs

### Drabinka
|  | Ćwierćfinał | Ćwierćfinał               | Ćwierćfinał           |                 |   | Półfinał              | Półfinał    | Półfinał |  |  | Finał | Finał | Finał |  |
|  |             |                           |                       |                 |   |                       |             |          |  |  |       |       |       |  |
|  |             |                           |                       |                 |   | 3                     | Bangor City | 2        |  |  |       |       |       |  |
|  |             |                           |                       |                 |   | 3                     | Bangor City | 2        |  |  |       |       |       |  |
|  |             |                           | 7                     | Bala Town       | 4 |                       |             |          |  |  |       |       |       |  |
|  | 7           | Bala Town                 | 7                     | Bala Town       | 4 | 1                     |             |          |  |  |       |       |       |  |
|  | 7           | Bala Town                 |                       |                 |   |                       |             |          |  |  |       |       |       |  |
|  | 8           | Connah’s Quay Nomads F.C. | 0                     |                 |   |                       |             |          |  |  |       |       |       |  |
|  | 8           | Connah’s Quay Nomads F.C. | 0                     |                 | 4 | Port Talbot Town F.C. | 0           |          |  |  |       |       |       |  |
|  |             |                           |                       |                 |   |                       |             |          |  |  |       |       |       |  |
|  |             |                           | 7                     | Bala Town       | 1 |                       |             |          |  |  |       |       |       |  |
|  |             |                           |                       | Bala Town       | 1 |                       |             |          |  |  |       |       |       |  |
|  |             |                           |                       |                 |   |                       |             |          |  |  |       |       |       |  |
|  |             |                           |                       |                 |   |                       |             |          |  |  |       |       |       |  |
|  |             | 4                         | Port Talbot Town F.C. | 1               |   |                       |             |          |  |  |       |       |       |  |
|  |             |                           |                       | 1               |   |                       |             |          |  |  |       |       |       |  |
|  |             |                           | 6                     | Carmarthen Town | 0 |                       |             |          |  |  |       |       |       |  |

### Ćwierćfinał
| 4 maja 2012 | Bala Town        | 1:0   | Connah’s Quay Nomads F.C.                                                  |                                                                    |
| 15:30       | Lee Hunt 77' (k) | (0:0) |                                                                            | Stadion Maes Tegid (Bala, Gwynedd) Widzów: 409 Sędzia: Mark Whitby |
| 15:30       | Lee Hunt 43'     | (0:0) | 75' John Hardiker · 75' Mark McGregor · 79' Robert Jones · 81' Craig Jones | Stadion Maes Tegid (Bala, Gwynedd) Widzów: 409 Sędzia: Mark Whitby |

### Półfinały
| 11 maja 2012 | Bangor City                      | 2:4   | Bala Town                                                |                                                                                  |
| 15:00        | Chris Jones 57' · Peter Hoy 80'  | (0:3) | 28' Stuart Jones · 34' Mark Jones · 43' 48' Ian Sheridan | The Book People Stadium (Bangor, Gwynedd) Widzów: 457 Sędzia: Richard Harrington |
| 15:00        | Sion Edwards 28' · Peter Hoy 83' | (0:3) | 34' Lee Hunt                                             | The Book People Stadium (Bangor, Gwynedd) Widzów: 457 Sędzia: Richard Harrington |

| 11 maja 2012 | Port Talbot Town F.C.                | 1:0   | Carmarthen Town                                           |                                                                               |
| 15:00        | David Brooks 71'                     | (0:0) |                                                           | Victoria Road (Port Talbot, Neath Port Talbot) Widzów: 410 Sędzia: Nick Pratt |
| 15:00        | Lewis Harling 60' · Ashley Evans 70' | (0:0) | 18' Liam McCreesh · 43' Matthew Rees · 90+3' Nicky Palmer | Victoria Road (Port Talbot, Neath Port Talbot) Widzów: 410 Sędzia: Nick Pratt |

### Finał
| 18 maja 2012 | Port Talbot Town F.C.                                                      | 0:1   | Bala Town        |                                                                               |
| 16:00        |                                                                            | (0:0) | 89' John Irving  | Victoria Road (Port Talbot, Neath Port Talbot) Widzów: 658 Sędzia: Mark Petch |
| 16:00        | Carl Payne 42' · Ashley Evans 66' · Lewis Harling 90' · David Brooks 90+1' | (0:0) | 45+1' Kenny Lunt | Victoria Road (Port Talbot, Neath Port Talbot) Widzów: 658 Sędzia: Mark Petch |

## Lista strzelców

### Runda zasadnicza
| Zawodnik          | Drużyna                   | Bramki |
| ----------------- | ------------------------- | ------ |
| Chris Simm        | Bangor City               | 17     |
| Andy Parkinson    | Prestatyn Town            | 16     |
| Mark Jones        | Afan Lido                 | 13     |
| Rhys Evitt-Healey | Connah’s Quay Nomads F.C. | 12     |
| Martin Rose       | Llanelli AFC              | 12     |
| Liam Thomas       | Carmarthen Town           | 12     |
| David Brooks      | Port Talbot Town F.C.     | 11     |
| Jamie Petrie      | Connah’s Quay Nomads F.C. | 11     |
| Jason Price       | Prestatyn Town            | 11     |
| Michael Wilde     | The New Saints F.C.       | 11     |

### Runda finałowa
| Zawodnik         | Drużyna                   | Bramki |
| ---------------- | ------------------------- | ------ |
| Michael Wilde    | The New Saints F.C.       | 14     |
| Alex Darlington  | The New Saints F.C.       | 9      |
| Lee Hunt         | Bala Town                 | 8      |
| Stuart Jones     | Bala Town                 | 6      |
| Chris Hartland   | Afan Lido                 | 5      |
| Mike Hayes       | Connah’s Quay Nomads F.C. | 5      |
| Ian Sheridan     | Bala Town                 | 5      |
| David Brooks     | Port Talbot Town F.C.     | 4      |
| Les Davies       | Bangor City               | 4      |
| Mark Jones       | Aberystwyth Town F.C.     | 4      |
| Chris Simm       | Bangor City               | 4      |
| Matthew Williams | The New Saints F.C.       | 4      |

### Razem
| Zawodnik        | Drużyna                              | Bramki |
| --------------- | ------------------------------------ | ------ |
| Michael Wilde   | The New Saints F.C.                  | 25     |
| Chris Simm      | Bangor City                          | 21     |
| Andy Parkinson  | Prestatyn Town                       | 19     |
| Mark Jones      | Afan Lido / Aberystwyth Town F.C.    | 18     |
| Alex Darlington | The New Saints F.C.                  | 18     |
| Lee Hunt        | Bala Town                            | 17     |
| David Brooks    | Port Talbot Town F.C.                | 15     |
| Martin Rose     | Llanelli AFC / Port Talbot Town F.C. | 14     |
| Jamie Petrie    | Connah’s Quay Nomads F.C.            | 13     |
| Liam Thomas     | Carmarthen Town                      | 13     |

Źródło:.

## Najlepsi w sezonie
| Trener        | Carl Darlington | The New Saints F.C. | [ 7 ] |
| Zawodnik      | Michael Wilde   | The New Saints F.C. | [ 8 ] |
| Młodzieżowiec | Ryan Fraughan   | The New Saints F.C. | [ 8 ] |

## Jedenastka sezonu
| Pozycja   | Zawodnik              | Drużyna             |
| --------- | --------------------- | ------------------- |
| Bramkarz  | Paul Harrison         | The New Saints F.C. |
| Obrońca   | Lee Owens             | Airbus UK Broughton |
| Obrońca   | Kai Edwards           | The New Saints F.C. |
| Obrońca   | Ian Kearney           | Airbus UK Broughton |
| Obrońca   | Chris Marriott        | The New Saints F.C. |
| Pomocnik  | Wayne Riley           | Airbus UK Broughton |
| Pomocnik  | Mark Jones (ur. 1984) | Bala Town           |
| Pomocnik  | Ryan Fraughan         | The New Saints F.C. |
| Pomocnik  | Alex Darlington       | The New Saints F.C. |
| Napastnik | Michael Wilde         | The New Saints F.C. |
| Napastnik | Andy Parkinson        | Prestatyn Town      |

Źródło:.

## Stadiony
| Aberystwyth Town F.C.   | Afan Lido             | Airbus UK Broughton                        | Bala Town           |
| ----------------------- | --------------------- | ------------------------------------------ | ------------------- |
| Park Avenue             | Marston Stadium       | Hollingsworth Group International Airfield | Maes Tegid          |
| Pojemność: 2500         | Pojemność: 4200       | Pojemność: 2100                            | Pojemność: 3000     |
|                         |                       |                                            |                     |
| Bangor City             | Carmarthen Town       | Connah’s Quay Nomads F.C.                  | Llanelli AFC        |
| The Book People Stadium | Richmond Park         | Deeside Stadium                            | Stebonheath Park    |
| Pojemność: 3000         | Pojemność: 3000       | Pojemność: 1500                            | Pojemność: 3700     |
|                         |                       |                                            |                     |
| Newtown A.F.C.          | Port Talbot Town F.C. | Prestatyn Town                             | The New Saints F.C. |
| Latham Park             | Victoria Road         | Bastion Road                               | Park Hall           |
| Pojemność: 5000         | Pojemność: 2500       | Pojemność: 1000                            | Pojemność: 2000     |
|                         |                       |                                            |                     |